# Андрс, Владимир
Владимир Андрс (чеш. Vladimír Andrs; 12 мая 1937[…], Прага — 17 июня 2018) — чехословацкий гребец, выступавший за сборную Чехословакии по академической гребле в 1960-х годах. Бронзовый призёр летних Олимпийских игр в Токио, чемпион Европы, победитель и призёр первенств национального значения.

## Биография
Владимир Андрс родился 12 мая 1937 года в Праге.
Впервые заявил о себе в академической гребле на международном уровне в сезоне 1961 года, когда вошёл в состав чехословацкой национальной сборной и выступил на домашнем чемпионате Европы в Праге, где в зачёте одиночек стал серебряным призёром, уступив на финише только титулованному советского гребцу Вячеславу Иванову.
В 1963 году побывал на чемпионате Европы в Копенгагене — вместе с напарником Павлом Гофманом превзошёл всех соперников в парных двойках и завоевал золотую медаль.
Благодаря череде удачных выступлений удостоился права защищать честь страны на летних Олимпийских играх 1964 года в Токио — здесь в двойках совместно с Гофманом с первого места преодолел предварительный квалификационный этап, тогда как в решающем финальном заезде уступил экипажу из Советского Союза и в напряжённой борьбе пропустил вперёд спортсменов из США — таким образом финишировал третьим и получил бронзовую олимпийскую медаль.
После токийской Олимпиады Андрс больше не показывал сколько-нибудь значимых результатов в академической гребле на международной арене.
Умер 17 июня 2018 года в возрасте 81 года.